# Юдін Михайло Лазарович
Михайло Лазарович Юдін (нар. 11 грудня 1936, Москва) — радянський, український режисер. Член Національної спілки кінематографістів України.

## Біографічні відомості
Народився 11 грудня 1936 року у Москві в родині Л. М. Юдіна. Закінчив географічний факультет Харківського державного університету (1960) та Вищі режисерські курси Всесоюзного державного інституту кінематографії у Москві (1962). Працював асистентом режисера студії «Укрторгрекламфільм», з 1966 року — режисер «Київнаукфільму».

## Фільмографія
Створив стрічки:
- «Секційна штамповка дисків» (1966);
- «Пам'ятайте про це» (1967);
- «Харчова промисловість — сільському господарству» (1968);
- «Досвід праці польової бригади» (1969, Медаль ВДНГ СРСР);
- «Всемогутні ферменти»;
- «Буріння свердловин електробуром» (1969);
- «Мікробіологічні препарати в сільському господарстві» (1970);
- «Літак ТУ-154» (1971);
- «Безпека праці при спорудженні ДРЕС» (1972);
- «Технічне обслуговування автомобілів ВАЗ» (1973);
- «Експлуатація автомобілів ВАЗ»;
- «Техобслуговування електрообладнання автомобілів ВАЗ» (1974);
- «Спеціальні способи литва» (1976);
- «Успіх справи вирішують кадри» (1977);
- "Нове судно для прибережного.рибальства (1978);
- «Електровоз ВЛ 80Р»;
- «Трактор „Білорусь“» (1980);
- «Тепловоз 2ТЕ121» (1981);
- «Обслуговування і ремонт електронного обладнання в депо» (1981);
- «Педагогічна майстерність усім» (1989);
- «Електровоз ВЛ 85» (1992);
- стрічки «На уклін до Коша. Фільм 53» (сценарист у співавт. з Віталієм Шевченком), «Біда і слава України. Фільм 57» (сценарист у співавт. з О. Апанович) в документальному циклі «Невідома Україна. Нариси нашої історії» (1993) та ін.